# Rikstelegram
Rikstelegram AB är sedan 1991 det företag som tillhandahåller brevtjänsten Lyxtelegram i Sverige, som består av ett konstnärligt utformat kort. Initialt tillsammans med Televerket och Hjärt-Lungfonden. År 2002 blev Rikstelegram utsett till Kunglig hovleverantör. Tjänsten används mest till bröllop och födelsedagar men även till begravningar och minnesstunder. 